# Tau-eiwit
Het tau-eiwit is een belangrijk eiwit dat in overvloed te vinden is in de neuronen, voornamelijk in het centrale zenuwstelsel. Tau-eiwitten zijn eiwitten die met tubuline een wederzijdse werking hebben op elkaar, om microtubuli stabiel te maken en tubulinesamenvoeging te bevorderen in microtubuli. In het menselijk lichaam kunnen verschillende versies (isovormen) van het tau-eiwit gevonden worden.
Deze verschillende isovormen van het tau-eiwit zijn allemaal bepalend voor de werking van een normaal en gezond zenuwstelsel. Deze eiwitten werden voor het eerst ontdekt in de jaren 1970, en het onderzoek naar het tau-eiwit wordt voortgezet in veel gebieden van de wereld. Onderzoekers zijn benieuwd naar de rol van deze eiwitten in gezonde individuen en in bepaalde ziekten die het centrale zenuwstelsel betreffen.
Tau-eiwit is een sterk oplosbaar microtubulusaaneengekoppeld eiwit (MAP). Als het tau-eiwit een groot aantal keer op meerdere plaatsen wordt gefosforyleerd, verandert het in een onoplosbaar eiwit dat de neurofibrillaire tangles vormt. Als deze verandering van het eiwit plaatsvindt, worden de hersencellen beschadigd. Dit proces kan leiden tot verschillende tauopathieën. Zo beïnvloedt pathologisch tau de synapsen in de hersenen en dit leidt tot achteruitgang van het geheugen bij de  ziekte van Alzheimer. Deze neurofibrillaire tangles bestaan uit het tau-eiwit, dat synapsen verandert. Hersencellen communiceren met elkaar via de synaps. Het verdwijnen van synaptische tau-eiwitten is een oorzaak voor de ziekte van Alzheimer.
Ook komt het tau-eiwit bij gezonde mensen voor in de hersenzenuwen, waar het een functie heeft in het verstevigen van de zenuwcellen. Het tau-eiwit wordt ook teruggevonden in het hersenvocht (liquor). Bij de ziekte van Alzheimer komt een speciale vorm van het tau-eiwit voor, namelijk het gefosforyleerde tau-eiwit.
Bij een teveel aan tau-eiwit raken de hersenen aangetast. Daarnaast is dit ook een oorzaak van mogelijke hart- en vaatziekten, reuma en artritis.